# Black Damnation

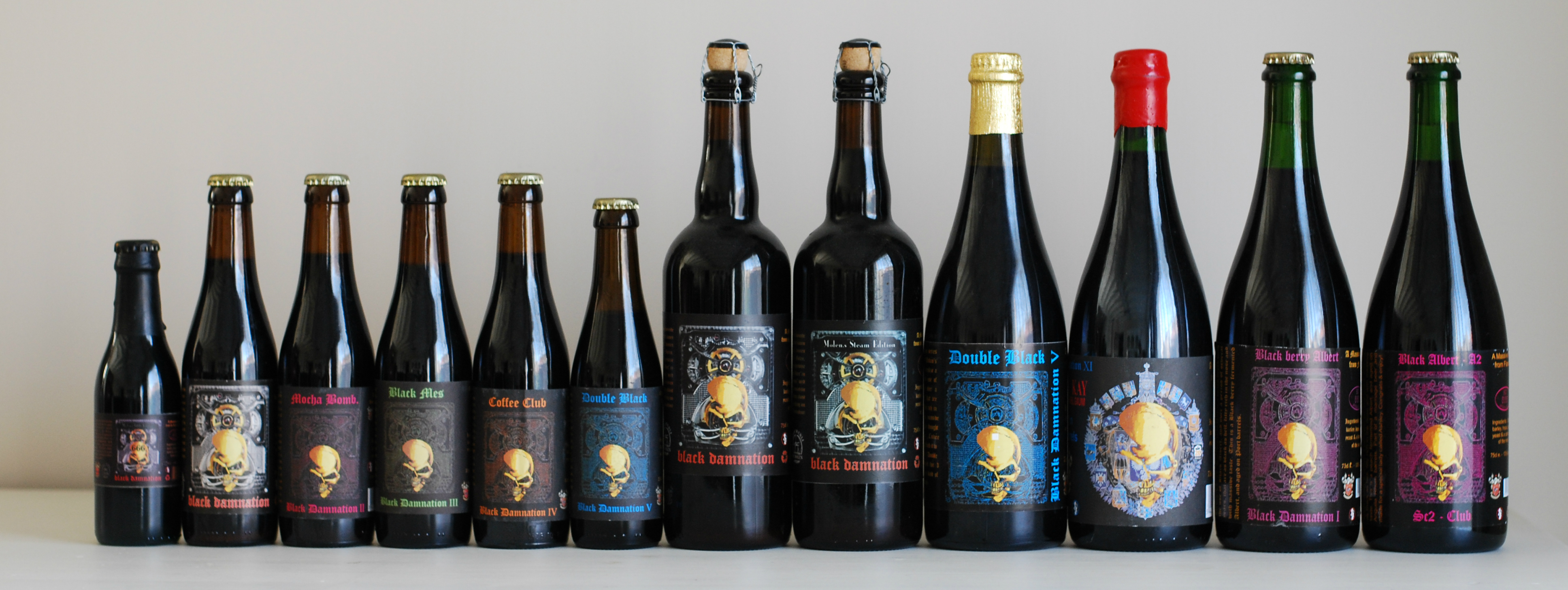
Left to right: Black Damnation 666, Black Damnation, Mocha Bomb, Black Mes, Coffee Club, Double Black, Steam Edition, Black Damnation, Double Black, Special Kay, Black Berry Albert, Nuptiale A2.

Black Damnation is een reeks Belgische en Nederlandse bieren van hoge gisting, van het type imperial stout.
Ze worden gebrouwen door De Struise Brouwers, Oostvleteren. Voor twee bieren in de reeks werd samengewerkt met de Nederlandse Brouwerij De Molen. Het basisbier van de meeste versies is Black Albert. Oorspronkelijk waren er twaalf bieren in de reeks gepland, maar dat is inmiddels met zekerheid opgelopen tot 22.
In 2013 werden de bieren (opnieuw) uitgebracht op 75cl. De 'Cask Strength' serie werd ook aangekondigd, met minstens tien nieuwe bieren.
Twee speciale en zeer gelimiteerde varianten (thans uit roulatie) verschenen exclusief bij Brouwerij De Molen. Een andere werd nooit officieel tot de reeks gerekend, maar werd wel gedurende korte tijd verkocht.

## Varianten
Negen varianten werden reeds verkocht aan het grote publiek:
| Nr.  | Naam               | Alcohol | Samenstelling |
| ---- | ------------------ | ------- | --- |
|      | Black Damnation    | 13%     | Black Albert + Hel & Verdoemenis (Brouwerij De Molen, Nederland). |
| I    | Black Berry Albert | 13%     | Black Albert, met toevoeging van braambessen een jaar lang gerijpt op portvaten. |
| II   | Mocha Bomb         | 12%     | 50% Black Albert gerijpt op Colombiaanse koffiebonen + 25% Cuvée Delphine + 25% Hel & Verdoemenis, gerijpt op whiskyvaten van Jack Daniels.                                                                            |
| III  | Black Mes          | 13%     | Black Albert, 3 maanden gerijpt op Caol Ila-whiskyvaten. Gemaakt ter ere van een Britse bierliefhebber. |
| IV   | Coffee Club        | 13%     | Black Albert, 6 maanden gerijpt op oude rumvaten. |
| V    | Double Black       | 26%     | Cuvée Delphine waarvan het alcoholpercentage opgetrokken is via de Eisbock-vriesmethode. Dit bier staat in de lijst van de 50 sterkste bieren ter wereld op Ratebeer.                                                  |
| VIII | S.H.I.T.           | 12%     | Black Albert gemengd met Elliot Brew, gelagerd op bourbonvaten. Dit mengsel van een Russian imperial stout en een IPA resulteert in een zogenaamde black & tan. De afkorting staat voor Supreme Hoppy Intensive Taste. |
| XI   | Special Kay        | 22%     | Kabert, gerijpt op portovaten, waarvan het alcoholpercentage opgetrokken is via de Eisbock-vriesmethode. Dit bier staat in de lijst van de 50 sterkste bieren ter wereld op RateBeer.                                  |
| XII  | Nuptiale A2        | 13%     | Black Albert, gerijpt op Anguila-rumvaten met toevoeging van perziken. |

De volgende vier varianten werden nog niet aan het grote publiek verkocht, maar waren enkel te proeven in de brouwerij, op bierfestivals of in gespecialiseerde cafés:
| Nr. | Naam         | Alcohol | Samenstelling |
| --- | ------------ | ------- | --- |
| VI  | Messy        | 39%     | Black Mes waarvan het alcoholpercentage opgetrokken is via een dubbele behandeling met de Eisbock-vriesmethode. Dit bier staat in de lijst van de 50 sterkste bieren ter wereld op RateBeer. |
| VII | Single Black | 2%      | Ook 'BOB stout' genoemd. Het is het restant van de Eisbockmethode die wordt toegepast op Double Black.                                                                                       |
| IX  | Beggars' Art | 18,1%   | Black Albert gerijpt op Ardbeg-whiskyvaten. |
| X   | Double Wood  | 15%     | Black Albert waaraan verse gist werd toegevoegd, gerijpt op Balvenie-vaten. |

Deze twee varianten werden exclusief geproduceerd bij De Molen:
| Naam                                   | Alcohol | Samenstelling |
| -------------------------------------- | ------- | --- |
| Black Damnation 666                    | 13%     | Black Albert + Hel & Verdoemenis 666 (een speciale editie van Hel & Verdoemenis, gerijpt op houtsnippers gedrenkt in veertig jaar oude cognac).                                                                                   |
| Black Damnation: Molen's Steam Edition | 13%     | Black Damnation gerijpt op houtsnippers gedrenkt in Anchor Distilling Old Portrero Single Malt Whisky. De "Steam" is een referentie naar de Californische Anchor-brouwerij en whiskystokerij, met hun befaamde Anchor Steam Beer. |

Deze variant wordt niet officieel tot de reeks gerekend, maar is wel gedurende korte tijd verkocht.
| Naam                | Alcohol | Samenstelling |
| ------------------- | ------- | --- |
| Black Damnation "2" | ?       | Black Damnation, deels gerijpt op eiken vat, gevolgd door toevoeging van koffiebonen. Etiket van de eerste batch Black Damnation (THT 2014) met handgeschreven "2" op de kroonkurk. |

## Cask Strength
De Cask Strength-serie omvat tien nieuwe bieren. Ze maken hun debuut op een festival in Barcelona op 8 november 2013. Over een release naderhand is vooralsnog geen officiële duidelijkheid vanuit Struise.
| Nr.   | Naam              | Alcohol | Samenstelling |
| ----- | ----------------- | ------- | --- |
| XIII  | More Anger        | 13,5%   | Black Albert, gerijpt op Glenmorangie-whiskyvat (10 jaar)                                                           |
| XIV   | Talisman          | 13%     | Black Albert, gerijpt op Talisker-whiskyvat (10 jaar)                                                               |
| XV    | Drone             | 13%     | Black Albert, gerijpt op Glendronach-whiskyvat (12 jaar)                                                            |
| XVI   | Ivan the Terrible | 15%     | Black Albert, gerijpt op The Glenlivet-whiskyvaten (limited edition, 15 jaar)                                       |
| XVII  | Ben               | 13%     | Black Albert, gerijpt op Benriach-whiskyvaten (12 jaar)                                                             |
| XVIII | Major Tom         | 13%     | Black Albert, gerijpt op Glen Grant-whiskyvaten (20 jaar)                                                           |
| XIX   | Maestro           | 13%     | Black Albert, gerijpt op Selección de Maestros rum vaten (25 jaar)                                                  |
| XX    | Ma Boule          | 13%     | Black Albert, gerijpt op Boulard calvados vaten (16 jaar)                                                           |
| XXI   | Black Mes SR      | 13%     | Black Albert, vier jaar gerijpt op Caol Ila-whiskyvaten (18 jaar), in zelfde jaar op vat gezet als eerste Black Mes |
| XXII  | Willy             | 13%     | Black Albert, gerijpt op Clynelish Wilson & Morgan-whiskyvaten (16 jaar)                                            |
| XXIII | Hollow            | 13%     | Black Albert, gerijpt op Lagavulin-whiskyvaten                                                                      |
| XXIV  | Octopussy         | 13%     | Black Albert, gerijpt op Bruichladdich Octomore-whiskyvaten                                                         |

## Fotogalerij

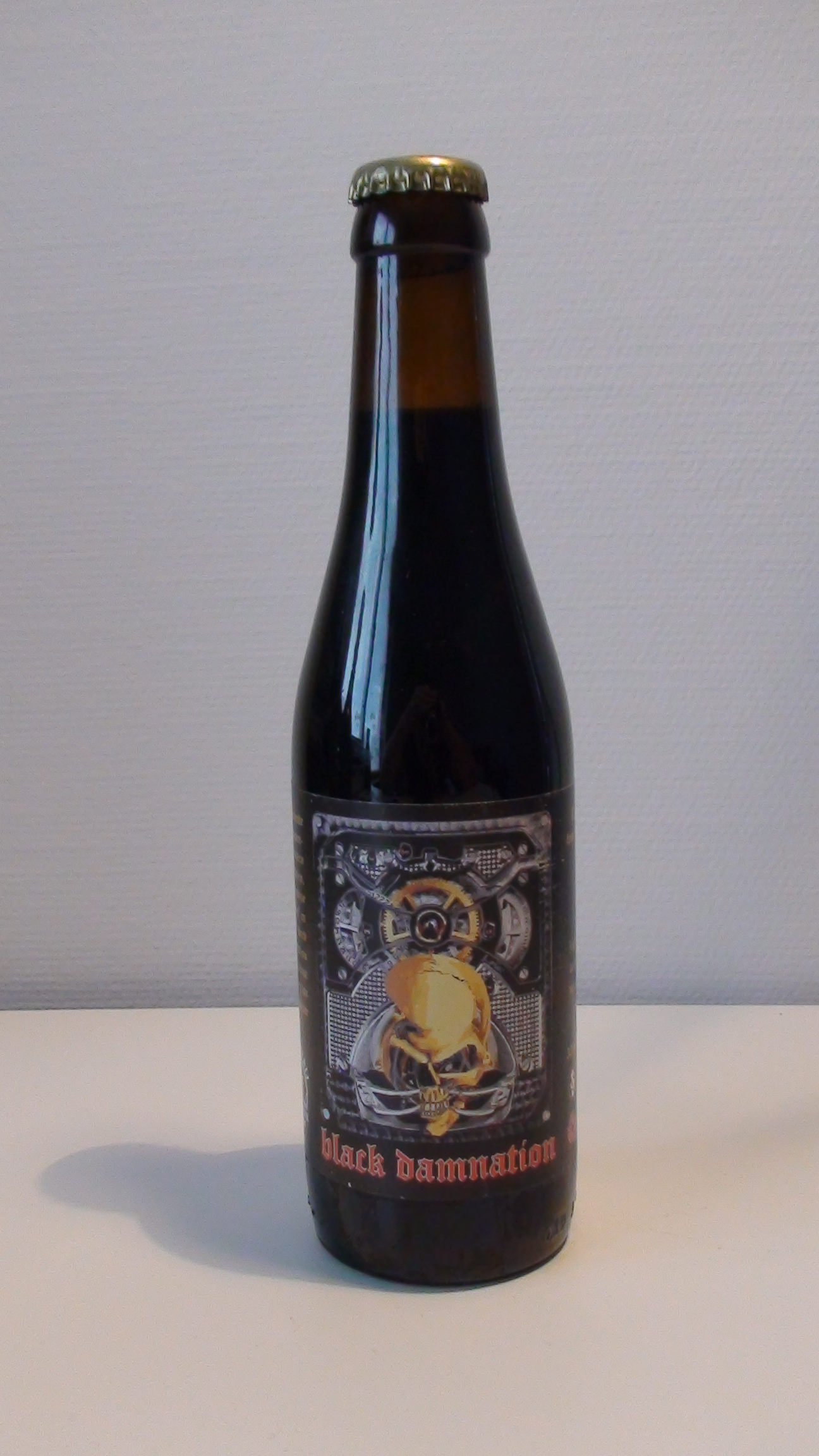
Black Damnation
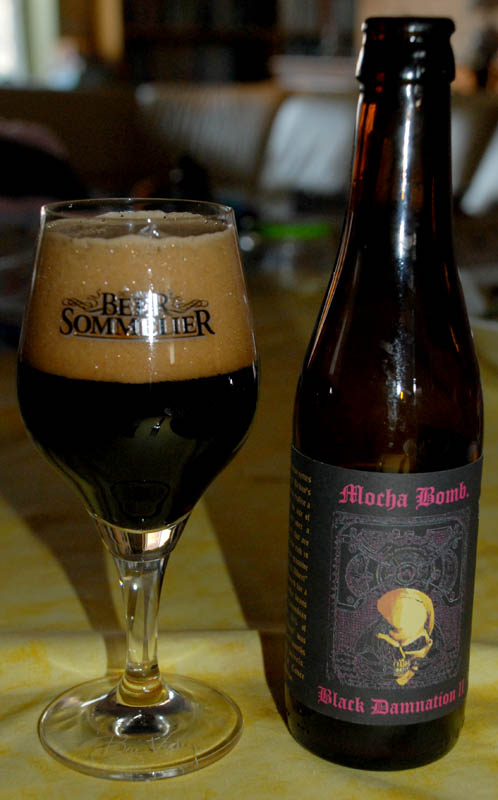
Black Damnation II
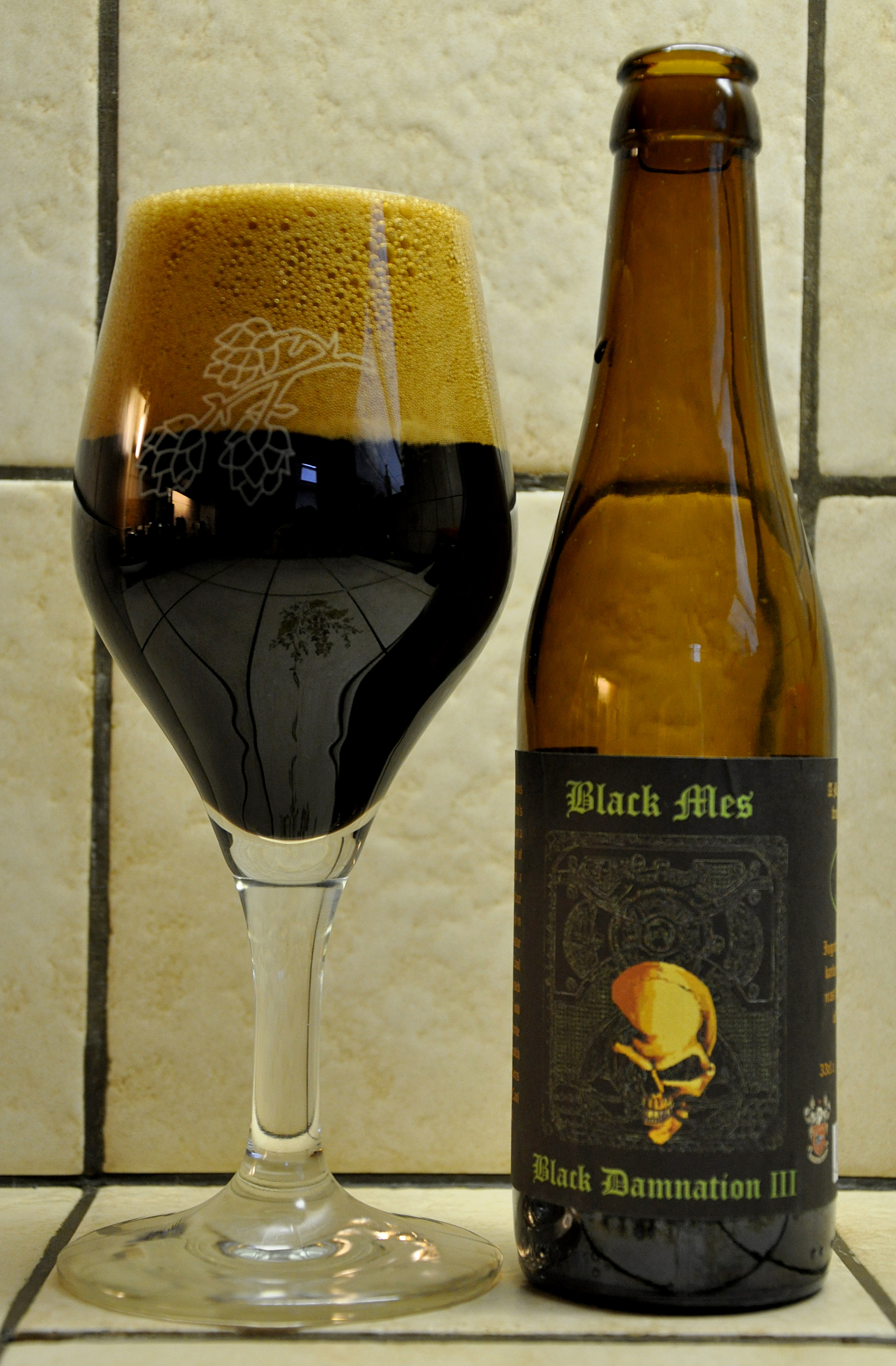
Black Damnation III
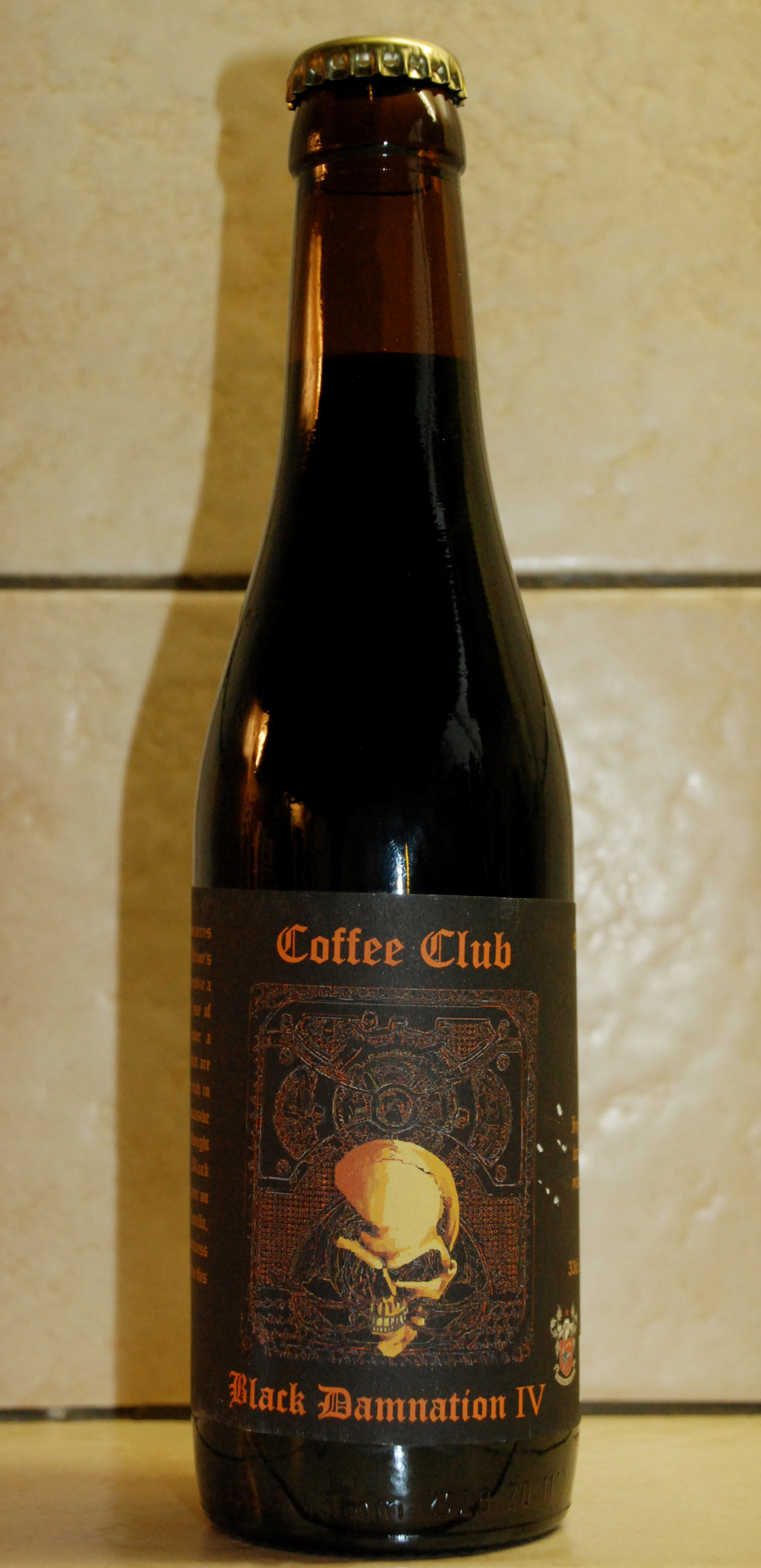
Black Damnation IV
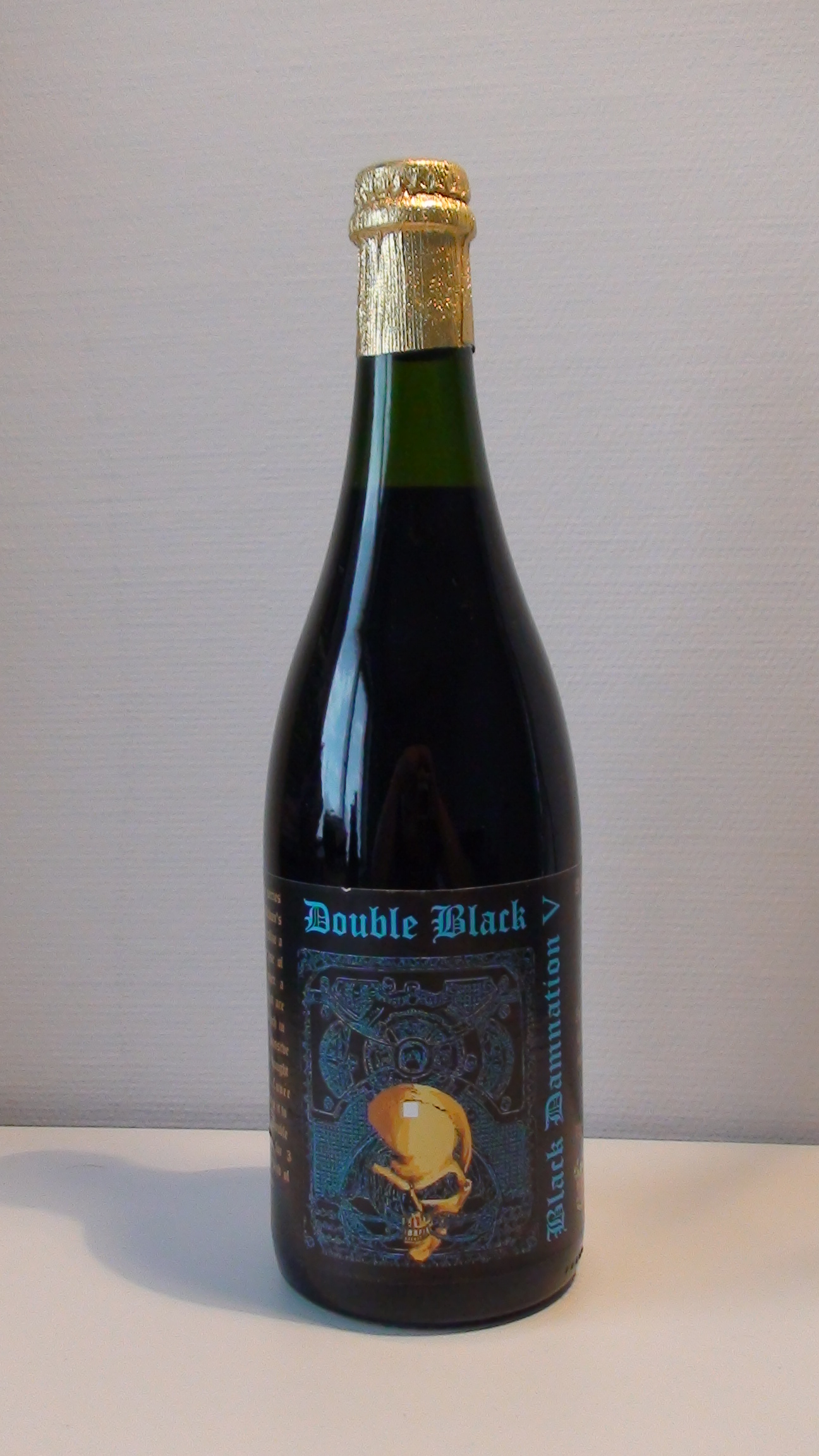
Black Damnation V
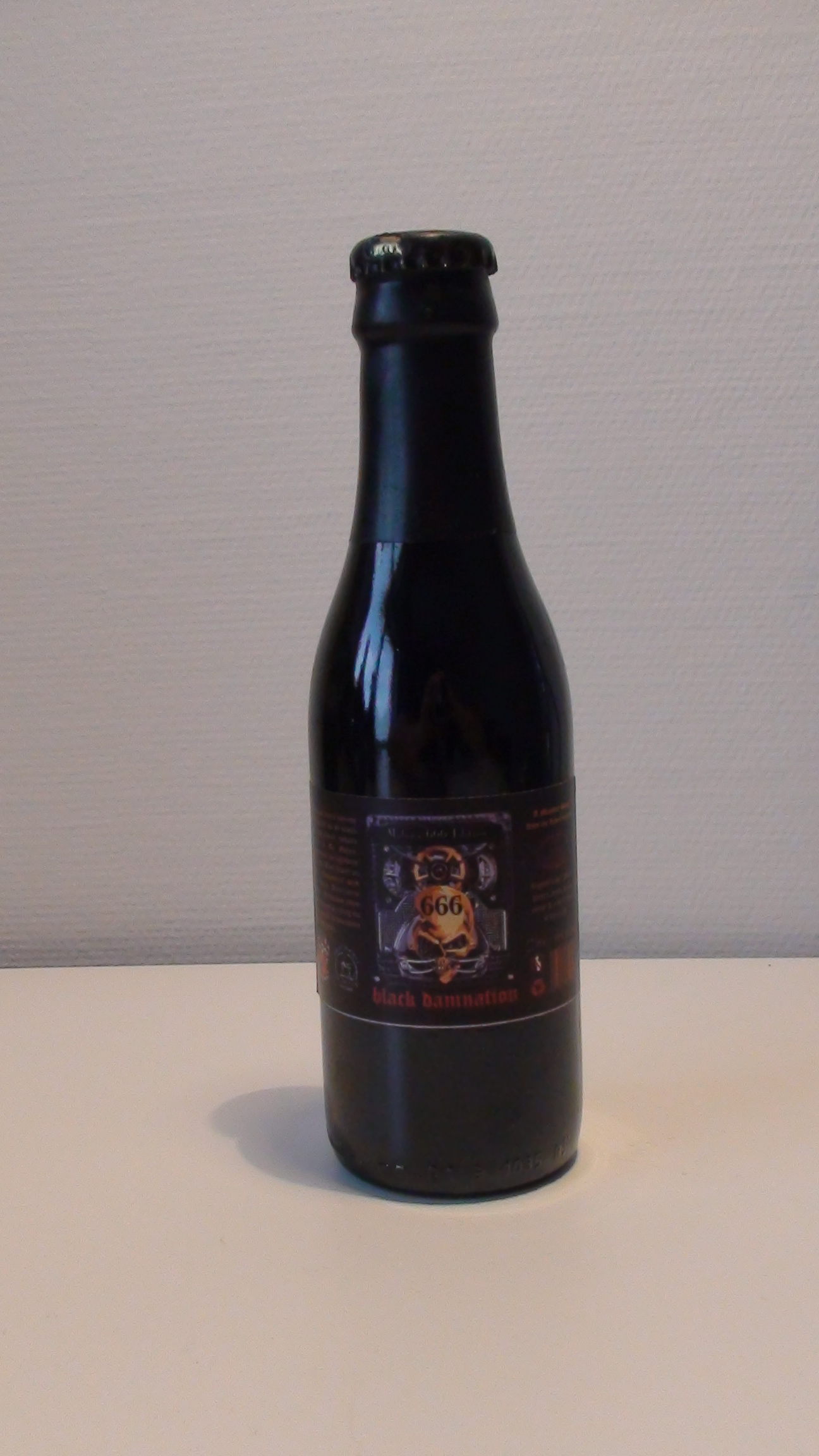
Black Damnation 666
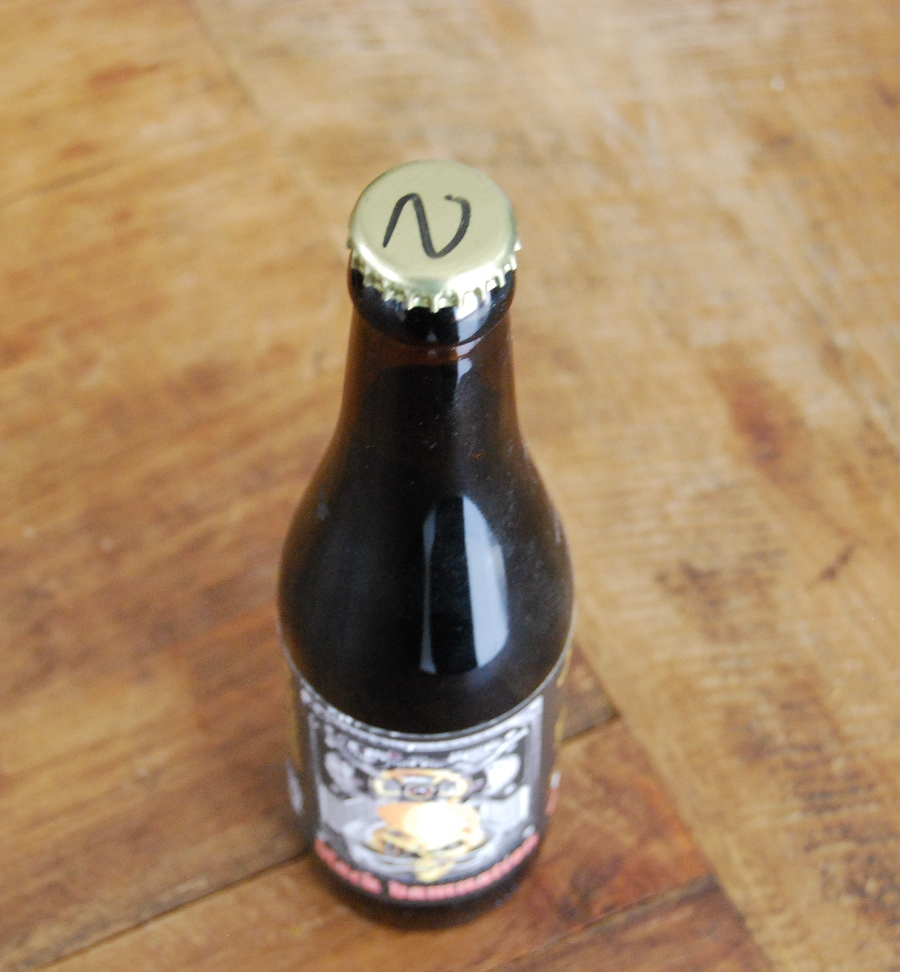
Black Damnation "2"